# Kevin Magnussen
Kevin Magnussen, danski dirkač, * 5. oktober 1992, Roskilde, Danska.
Magnussen je leta 2013 osvojil naslov prvaka v prvenstvu Formula Renault 3.5. V sezoni 2014 je debitiral v Svetovnem prvenstvu Formule 1 z McLarnom in na svoji prvi dirki za Veliko nagrado Avstralije osvojil rezultat sezone z drugim mestom. Skupno je zasedel 11. mesto v prvenstvu s 55-imi točkami.
Tudi njegov oče Jan Magnussen je bil dirkač v Formuli 1.

## Rezultati Formule 1
(legenda) (odebeljene dirke pomenijo najboljši štartni položaj, poševne pa najhitrejši krog, †-uvrščen kljub odstopu)
| Leto | Moštvo                   | Šasija         | Motor                           | 1       | 2      | 3       | 4      | 5      | 6       | 7      | 8      | 9       | 10     | 11     | 12     | 13      | 14      | 15     | 16      | 17      | 18      | 19      | 20     | 21      | Prv | Toč |
| ---- | ------------------------ | -------------- | ------------------------------- | ------- | ------ | ------- | ------ | ------ | ------- | ------ | ------ | ------- | ------ | ------ | ------ | ------- | ------- | ------ | ------- | ------- | ------- | ------- | ------ | ------- | --- | --- |
| 2014 | McLaren Mercedes         | McLaren MP4-29 | Mercedes PU106A Hybrid 1.6 V6 t | AVS 2   | MAL 9  | BAH Ret | KIT 13 | ŠPA 12 | MON 10  | KAN 9  | AVT 7  | VB 7    | NEM 9  | MAD 12 | BEL 12 | ITA 10  | SIN 10  | JAP 14 | RUS 5   | ZDA 8   | BRA 9   | ABU 11  |        |         | 11. | 55  |
| 2015 | McLaren Honda            | McLaren MP4-30 | Honda RA615H 1.6 V6 t           | AVS DNS | MAL    | KIT     | BAH    | ŠPA    | MON     | KAN    | AVT    | VB      | MAD    | BEL    | ITA    | SIN     | JAP     | RUS    | ZDA     | MEH     | BRA     | ABU     |        |         | NC  | 0   |
| 2016 | Renault Sport F1 Team    | Renault RS16   | Renault RE16 1.6 V6 t           | AVS 12  | BAH 11 | KIT 17  | RUS 7  | ŠPA 15 | MON Ret | KAN 16 | EU 14  | AVT 14  | VB 17† | MAD 15 | NEM 16 | BEL Ret | ITA 17  | SIN 10 | MAL Ret | JAP 14  | ZDA 12  | MEH 17  | BRA 14 | ABU Ret | 16. | 7   |
| 2017 | Haas F1 Team             | Haas VF-17     | Ferrari 062 1.6 V6 t            | AVS Ret | KIT 8  | BAH Ret | RUS 13 | ŠPA 14 | MON 10  | KAN 12 | AZE 7  | AVT Ret | VB 12  | MAD 13 | BEL 15 | ITA 11  | SIN Ret | MAL 12 | JAP 8   | ZDA 16  | MEH 8   | BRA Ret | ABU 13 |         | 14. | 19  |
| 2018 | Haas F1 Team             | Haas VF-18     | Ferrari 062 EVO 1.6 V6 t        | AVS Ret | BAH 5  | KIT 10  | AZE 13 | ŠPA 6  | MON 13  | KAN 13 | FRA 6  | AVT 5   | VB 9   | NEM 11 | MAD 7  | BEL 8   | ITA 16  | SIN 18 | RUS 8   | JAP Ret | ZDA DSQ | MEH 15  | BRA 9  | ABU 10  | 9.  | 56  |
| 2019 | Rich Energy Haas F1 Team | Haas VF-19     | Ferrari 064 1.6 V6 t            | AVS 6   | BAH 13 | KIT 13  | AZE 13 | ŠPA 7  | MON 14  | KAN 17 | FRA 17 | AVT 19  | VB Ret | NEM 8  | MAD 13 | BEL 12  | ITA Ret | SIN 17 | RUS 9   | JAP 15  | MEH 15  | ZDA 18† | BRA 11 | ABU 14  | 16. | 20  |